# فهرست فرودگاه‌های محدوده ملبورن
این مقاله شامل فهرست فرودگاه‌های محدودهٔ شهر ملبورن در کشور استرالیا است.

## فرودگاه‌های اصلی
- فرودگاه ملبورن (یاتا: MEL، ایکائو: YMML)
- فرودگاه اولان (یاتا: AVV، ایکائو: YMAV)
- فرودگاه اسندون (یاتا: MEB، ایکائو: YMEN)

## دیگر فرودگاه‌ها
- محله پروازی لزبریج (ایکائو: YLIL)
- فرودگاه نیروی هوایی سلطنتی استرالیا در ویلیامز (ایکائو: YMPC)

## فهرست
| مکان              | نام فرودگاه                                    | نوع    | ایکائو | یاتا | مختصات                                                          |
| ----------------- | ---------------------------------------------- | ------ | ------ | ---- | --------------------------------------------------------------- |
| Avalon            | فرودگاه اولان                                  | همگانی | YMAV   | AVV  | ۳۸°۰۲′۲۲″ جنوبی ۱۴۴°۲۸′۱۰″ شرقی / ۳۸٫۰۳۹۴۴°جنوبی ۱۴۴٫۴۶۹۴۴°شرقی |
| Essendon          | فرودگاه اسندون                                 | همگانی | YMEN   | MEB  | ۳۷°۴۳′۴۱″ جنوبی ۱۴۴°۵۴′۰۷″ شرقی / ۳۷٫۷۲۸۰۶°جنوبی ۱۴۴٫۹۰۱۹۴°شرقی |
| Lilydale          | محله پروازی لزبریج                             | خصوصی  | YLIL   |      | ۳۷°۴۱′۳۰″ جنوبی ۱۴۵°۲۲′۰۰″ شرقی / ۳۷٫۶۹۱۶۷°جنوبی ۱۴۵٫۳۶۶۶۷°شرقی |
| Moorabbin         | فرودگاه مورابین                                | همگانی | YMMB   | MBW  | ۳۷°۵۸′۳۳″ جنوبی ۱۴۵°۰۶′۰۸″ شرقی / ۳۷٫۹۷۵۸۳°جنوبی ۱۴۵٫۱۰۲۲۲°شرقی |
| Point Cook        | فرودگاه نیروی هوایی سلطنتی استرالیا در ویلیامز | نظامی  | YMPC   |      | ۳۷°۵۵′۵۴″ جنوبی ۱۴۴°۴۵′۱۲″ شرقی / ۳۷٫۹۳۱۶۷°جنوبی ۱۴۴٫۷۵۳۳۳°شرقی |
| Melbourne Airport | فرودگاه ملبورن                                 | همگانی | YMML   | MEL  | ۳۷°۴۰′۲۴″ جنوبی ۱۴۴°۵۰′۳۶″ شرقی / ۳۷٫۶۷۳۳۳°جنوبی ۱۴۴٫۸۴۳۳۳°شرقی |